# Laetitia van Rijckevorsel
Drs. Laetitia Maria Louise (Laetitia) van Rijckevorsel (Delft, 29 september 1937) is een Nederlands publiciste.

## Familie
Van Rijckevorsel, lid van de familie Van Rijckevorsel, is de oudste dochter van Tweede Kamer-lid en Staatsraad mr. Karel van Rijckevorsel (1913-1999) en jkvr. Maria von Fisenne (1912-1998), lid van de familie Von Fisenne. Zij groeide op in Den Haag. De middelbare school volgde zij op het Sacré-Coeur in Vaals, waar zij in 1955 het gymnasium-α diploma behaalde. Ze was tussen 1961 en 1989 getrouwd met ir. Max Victor Eugène Bongaerts (1938), kleinzoon van minister ir. Max Charles Emile Bongaerts (1875-1959), uit welk huwelijk drie kinderen werden geboren.

## Werk
Van Rijckevorsel studeerde Franse taal-en letterkunde en was lerares Frans. Haar eerste publicatie betrof de geschiedenis van het vierhonderdjarige St. Elisabeth's Gast- of Ziekenhuis in Amersfoort uit 1977; zij schreef dit boek onder de naam Laetitia M.L. Bongaerts-van Rijckevorsel. Sinds 1990 heeft zij nog een aantal gedenkschriften en biografische schetsen geschreven, waaronder Een wereld apart. Geschiedenis van het Sacré-Coeur in Nederland en over haar oom jhr. mr. Frans von Fisenne, (1914-1944).